# Miramont-d'Astarac
Miramont-d'Astarac är en kommun i departementet Gers i regionen Occitanien i sydvästra Frankrike. Kommunen ligger i kantonen Mirande som tillhör arrondissementet Mirande. År 2022 hade Miramont-d'Astarac 351 invånare.

## Befolkningsutveckling
Antalet invånare i kommunen Miramont-d'Astarac
Referens:INSEE